# Vienna (West Virginia)
|  | Dieser Artikel wurde aufgrund von inhaltlichen Mängeln auf der Qualitätssicherungsseite des Projektes USA eingetragen. Hilf mit, die Qualität dieses Artikels auf ein akzeptables Niveau zu bringen, und beteilige dich an der Diskussion! Eine nähere Beschreibung der zu behebenden Mängel fehlt. |

Vienna ist eine City im Wood County, West Virginia, entlang des Ohio. Vienna ist ein Vorort von Parkersburg. Das U.S. Census Bureau hat bei der Volkszählung 2020 eine Einwohnerzahl von 10.652 ermittelt.

## Demografie
Die bei der Volkszählung im Jahr 2000 ermittelten 10.861 Einwohner von Vienna lebten in 4.733 Haushalten; darunter waren 3.152 Familien. Die Bevölkerungsdichte betrug 1.118 pro km². Im Ort wurden 5.074 Wohneinheiten erfasst. Unter der Bevölkerung waren 96,7 % Weiße, 1,0 % Afroamerikaner, 1,3 % Asiaten und 0,3 % von anderen Ethnien; 0,7 % gaben die Zugehörigkeit zu mehreren Ethnien an.
Unter den 4.733 Haushalten hatten 26,5 % Kinder unter 18 Jahren; 55,3 % waren verheiratete zusammenlebende Paare. 30,3 % der Haushalte waren Singlehaushalte. Die durchschnittliche Haushaltsgröße war 2,29, die durchschnittliche Familiengröße 2,84 Personen.
Die Bevölkerung verteilte sich auf 21,2 % unter 18 Jahren, 7,0 % von 18 bis 24 Jahren, 25,3 % von 25 bis 44 Jahren, 27,4 % von 45 bis 64 Jahren und 19,1 % von 65 Jahren oder älter. Der Median des Alters betrug 43 Jahre.
Der Median des Haushaltseinkommens betrug 39.220 $, der Median des Familieneinkommens 49.477 $. Das Pro-Kopf-Einkommen in Vienna betrug 24.452 $. Unter der Armutsgrenze lebten 7,7 % der Bevölkerung.